# Plesthenus anneae
Plesthenus anneae là một loài bọ cánh cứng trong họ Passalidae. Loài này được Boucher miêu tả khoa học năm 1996.